# ECW Pennsylvania Championship
Het ECW Pennsylvania Championship was een professioneel worstelkampioenschap in Eastern Championship Wrestling. Het was ook bekend als de NWA Pennsylvania Heavyweight Championship en werd gehouden in 1993.

## Titel geschiedenis
| Nr.              | Worstelaar       | #                | Datum            | Stad         | Aantekeningen             |
| ---------------- | ---------------- | ---------------- | ---------------- | ------------ | ------------------------- |
| 1                | Tommy Cairo      | 1                | 14 mei 1993      | Philadelphia | Cairo won de battle royal |
| 2                | Tony Stetson     | 1                | 7 augustus 1993  | Philadelphia |                           |
| Titel opgeborgen | Titel opgeborgen | Titel opgeborgen | 28 december 1993 |              |                           |